# Peter Urbach
Peter «Pia» Urbach (Posen, 2 de maig de 1941 - Santa Bàrbara, 3 de maig de 2011) va ser un espia i agent provocador alemany, membre de l'Oficina Federal de Protecció de la Constitució (Bundesamt für Verfassungsschutz, BfV), l'agència nacional d'intel·ligència d'Alemanya Occidental, entre mitjans dels anys 1960 i 1971.
Urbach va néixer el 2 de maig de 1941 a la ciutat de Posen, aleshores part del Tercer Reich, i després de la Segona Guerra Mundial anomenada Poznań com a part de Polònia. Enmig de la guerra va perdre el seu pare, Gustav, i la seva mare, Gertrud, i va haver de fugir a Berlín amb el seu germà Hartmut. En ella va completar la formació com a lampista i es va graduar a l'Acadèmia de Policia alemanya. A la policia va començar a treballar com a guàrdia de seguretat fins que va acabar en l'àmbit de la contraintel·ligència. Va tenir contacte amb Kommune 1 i amb diverses persones que passarien a formar l'organització armada alemanya Fracció de l'Exèrcit Roig (RAF). Va subministrar armes, còctels molotov i bombes a grups armats d'extrema esquerra.
El 1970, la informació d'Urbach va provocar la primera detenció d'Andreas Baader, que continuaria dirigint la RAF. Després de desvetllar la seva identitat, l'any 1971 Urbach va declarar en un judici contra grups subversius i les agències de seguretat li van donar una nova identitat i es va traslladar a viure a Califòrnia. Com a comerciant va formar part de la indústria de fontaneria i la canonades de la UA Local 398 durant 32 anys i va ajudar a construir la central nuclear de Diablo. Va morir el 3 de maig de 2011 al Cottage Hospital de Santa Bàrbara, deixant en vida a la seva esposa Virginia, els fills Thomas, Martin i Andy, el germà Hartmut i tres nets.
L'historiador alemany Gerd Koenen va definir la planificada desaparició d'Urbach per part de l'Oficina Federal de Protecció de la Constitució i la manca d'informacions oficials sobre possibles accions d'Urbach per a fomentar accions armades d'extrema esquerra, «un dels majors escàndols d'aquest tipus en la història de la República Federal d'Alemanya», i va afegir que la manca constant d'aclariments resulta en un «silenci inquietant». El 2005 es va revelar que havia subministrat la bomba per l'atemptat frustrat del 9 de novembre de 1969 contra el Centre Comunitari Jueu de Berlín per part dels Tupamaros-Berlín Oest. La bomba no va explotar, però un informe de la policia va concloure que contenia prou explosius per haver matat moltes de les 250 persones presents al centre en aquell moment. La fiscalia coneixia les persones darrere de l'atac, però no van ser acusades, presumptament per evitar destapar la participació del govern.